# Arroyo Tigre Chico
Der Arroyo Tigre Chico ist ein im Süden Uruguays gelegener kleiner Flusslauf.
Der linksseitige Nebenfluss des Río de la Plata verläuft in Nord-Süd-Richtung auf dem Gebiet des Departamentos Colonia, wo er südöstlich von Carmelo und flussaufwärts von Puerto Inglés in den Río de la Plata mündet. Sein Name bedeutet übersetzt Kleiner Jaguarbach.